# Municipio de Columbia (condado de Meigs)
El municipio de Columbia (en inglés: Columbia Township) es un municipio ubicado en el condado de Meigs en el estado estadounidense de Ohio. En el año 2010 tenía una población de 1189 habitantes y una densidad poblacional de 12,2 personas por km².

## Geografía
El municipio de Columbia se encuentra ubicado en las coordenadas 39°9′34″N 82°15′41″O / 39.15944, -82.26139. Según la Oficina del Censo de los Estados Unidos, el municipio tiene una superficie total de 97.48 km², de la cual 97,47 km² corresponden a tierra firme y (0,01 %) 0,01 km² es agua.

## Demografía
Según el censo de 2010, había 1189 personas residiendo en el municipio de Columbia. La densidad de población era de 12,2 hab./km². De los 1189 habitantes, el municipio de Columbia estaba compuesto por el 97,48 % blancos, el 0,84 % eran afroamericanos, el 0,59 % eran amerindios, el 0,5 % eran asiáticos, el 0,08 % eran de otras razas y el 0,5 % eran de una mezcla de razas. Del total de la población el 0,34 % eran hispanos o latinos de cualquier raza.